# Sankt Oswald bei Freistadt
Sankt Oswald bei Freistadt est une commune autrichienne du district de Freistadt en Haute-Autriche.